# Campeonato Carioca de Futebol de 1944
O Campeonato Carioca de Futebol de 1944 foi a 46.ª edição deste certame. Organizado pela FMF (Federação Metropolitana de Futebol), o torneio foi disputado por dez equipes. Nenhuma foi rebaixada. Teve como campeão o Flamengo que conquistou o seu décimo título carioca e seu primeiro tricampeonato.
O jogo que decidiu o título (Flamengo 1–0 Vasco da Gama, que curiosamente foi o jogo da última rodada), foi polêmico, já que os jogadores do Vasco da Gama reclamaram de uma suposta infração cometida por Agustín Valido (autor do gol, de cabeça) na hora do gol. Jornais de grande circulação da época (como "O Globo" e "A Manhã"), porém, afirmaram que o gol foi legal.

## Regulamento
- O torneio foi disputado em um formato de pontos corridos, com todos jogando contra todos em jogos de ida e volta.
- Não houve rebaixamento.

## Torneio Relâmpago
| Pos. | Equipes       | Pts | J | V | E | D | GP | GC | SG |
| ---- | ------------- | --- | - | - | - | - | -- | -- | -- |
| 1    | Vasco da Gama | 7   | 4 | 3 | 1 | 0 | 14 | 4  | 10 |
| 2    | Botafogo      | 5   | 4 | 2 | 1 | 1 | 11 | 8  | 3  |
| 3    | America       | 4   | 4 | 1 | 2 | 1 | 8  | 11 | −3 |
| 4    | Flamengo      | 3   | 4 | 1 | 1 | 2 | 10 | 15 | −5 |
| 5    | Fluminense    | 1   | 4 | 0 | 1 | 3 | 4  | 9  | −5 |

## Torneio Municipal
O Torneio Municipal de Futebol do Rio de Janeiro foi uma competição entre os times de futebol da cidade do Rio de Janeiro, no Brasil, que tinha então o status de Distrito Federal. Era disputado poucas semanas antes do início do Campeonato Carioca. 
| Pos. | Equipes       | Pts | J | V | E | D | GP | GC | SG  |
| ---- | ------------- | --- | - | - | - | - | -- | -- | --- |
| 1    | Vasco da Gama | 15  | 9 | 7 | 1 | 1 | 23 | 12 | 11  |
| 2    | America       | 14  | 9 | 6 | 2 | 1 | 27 | 13 | 14  |
| 3    | Canto do Rio  | 11  | 9 | 4 | 3 | 2 | 18 | 13 | 5   |
| 4    | Fluminense    | 10  | 9 | 4 | 2 | 3 | 14 | 15 | −1  |
| 5    | Flamengo      | 9   | 9 | 3 | 3 | 3 | 19 | 18 | +1  |
| 6    | São Cristóvão | 9   | 9 | 3 | 3 | 3 | 18 | 19 | −1  |
| 7    | Botafogo      | 8   | 9 | 3 | 2 | 4 | 22 | 19 | +3  |
| 8    | Bangu         | 6   | 9 | 3 | 0 | 6 | 19 | 28 | −9  |
| 9    | Madureira     | 5   | 9 | 1 | 3 | 5 | 13 | 19 | −6  |
| 10   | Bonsucesso    | 3   | 9 | 1 | 1 | 7 | 9  | 26 | −17 |

## Campeonato Carioca

### Classificação final
| Pos. | Equipes       | Pts | J  | V  | E | D  | GP | GC | SG  |
| ---- | ------------- | --- | -- | -- | - | -- | -- | -- | --- |
| 1    | Flamengo      | 28  | 18 | 13 | 2 | 3  | 50 | 18 | 32  |
| 2    | Vasco da Gama | 26  | 18 | 12 | 2 | 4  | 53 | 27 | 26  |
| 2    | Botafogo      | 26  | 18 | 12 | 2 | 4  | 38 | 21 | 17  |
| 4    | Fluminense    | 24  | 18 | 10 | 4 | 4  | 45 | 27 | 18  |
| 5    | America       | 21  | 18 | 9  | 3 | 6  | 42 | 37 | 5   |
| 6    | Canto do Rio  | 17  | 18 | 6  | 5 | 7  | 34 | 37 | –3  |
| 7    | Madureira     | 12  | 18 | 5  | 2 | 11 | 35 | 44 | –9  |
| 8    | São Cristóvão | 10  | 18 | 4  | 2 | 12 | 24 | 36 | –12 |
| 8    | Bangu         | 10  | 18 | 4  | 2 | 12 | 38 | 66 | –28 |
| 10   | Bonsucesso    | 6   | 18 | 2  | 2 | 14 | 20 | 66 | –46 |

### Ficha Técnica do Jogo do Título
| 29 de outubro | Flamengo   | 1 – 0     | Vasco da Gama | Estádio da Gávea, Rio de Janeiro                               |
|               | Valido 86' | Relatório |               | Público: 20 238 Renda: Cr$ 225.950,50 Árbitro: Guilherme Gomes |

| Flamengo | Vasco da Gama |

|              |   |                  |  |
|              |   |                  |  |
| G            | 1 | Jurandir         |  |
| Z            | ' | Newton Canegal   |  |
| Z            | ' | Quirino          |  |
| M            | ' | Jaime de Almeida |  |
| M            | ' | Modesto Bría     |  |
| M            | ' | Biguá            |  |
| PD           | ' | Agustín Valido   |  |
| A            | ' | Zizinho          |  |
| A            | ' | Pirillo          |  |
| A            | ' | Tião             |  |
| PE           | ' | Vevé             |  |
| Treinador:   |   |                  |  |
| Flávio Costa |   |                  |  |

|               |   |              |  |
|               |   |              |  |
| G             | 1 | Barcheta     |  |
| Z             | ' | Rubens       |  |
| Z             | ' | Rafanelli    |  |
| M             | ' | Beraschochéa |  |
| M             | ' | Alfredo      |  |
| M             | ' | Argemiro     |  |
| M             | ' | Djalma       |  |
| M             | ' | Lelé         |  |
| A             | ' | Isaias       |  |
| A             | ' | Ademir       |  |
| A             | ' | Chico        |  |
| Treinador:    |   |              |  |
| Ondino Vieira |   |              |  |

## Premiação
| Campeonato Carioca de 1944    |
| ----------------------------- |
| Rio de Janeiro                |
| Flamengo Campeão (10º título) |

## Artilheiros
| Pos. | Jogador           | Equipe        | Gols |
| ---- | ----------------- | ------------- | ---- |
| 1    | Geraldino         | Canto do Rio  | 19   |
| 2    | Lelé              | Vasco da Gama | 16   |
| 3    | Sylvio Pirillo    | Flamengo      | 13   |
| 4    | Magnones          | Fluminense    | 12   |
| 4    | Ademir de Menezes | Vasco da Gama | 12   |